# Teatr grecki
Teatr grecki – starogrecki typ amfiteatru, służący  wystawianiu sztuk widowiskowych. Składał się z widowni umieszczonej na stoku naturalnego wzniesienia i orchestry, z czasem schemat wzbogacono o proskenion (odpowiednik dzisiejszej sceny) i zaplecze dla aktorów (skene), a potem o kolejne elementy. Jako wzorzec dla budowli tego typu posłużył ateński teatr Dionizosa. Rozwój greckich budowli teatralnych można rozpatrywać w podziale na okres klasyczny, hellenistyczny i grecko-rzymski. Teatr grecki stał się wzorem dla budowanych w okresie późniejszym teatrów rzymskich.

## Początki teatru
Tespis, który wprowadził pierwszego aktora dialogującego z chórem, obwoził swoje widowisko po wsiach na wozach. Na tym etapie teatr odbywał się bez wyznaczonego na pokazy miejsca. Gdy Tespisa zaproszono do Aten, przedstawienia odbywały się na agorze, tam też umieszczano ławy dla widzów. Ten stan rzeczy utrzymywał się zapewne przez kilkadziesiąt lat. W roku 490 p.n.e. (część źródeł podaje rok 499 p.n.e.) doszło do katastrofy – drewniana konstrukcja trybun załamała się i śmierć poniosło wiele osób. Najprawdopodobniej to wydarzenie zdecydowało o przeniesieniu widowisk w stałe miejsce, w okolice świątyni Dionizosa na południowym stoku Akropolis.

## Teatr Dionizosa w Atenach

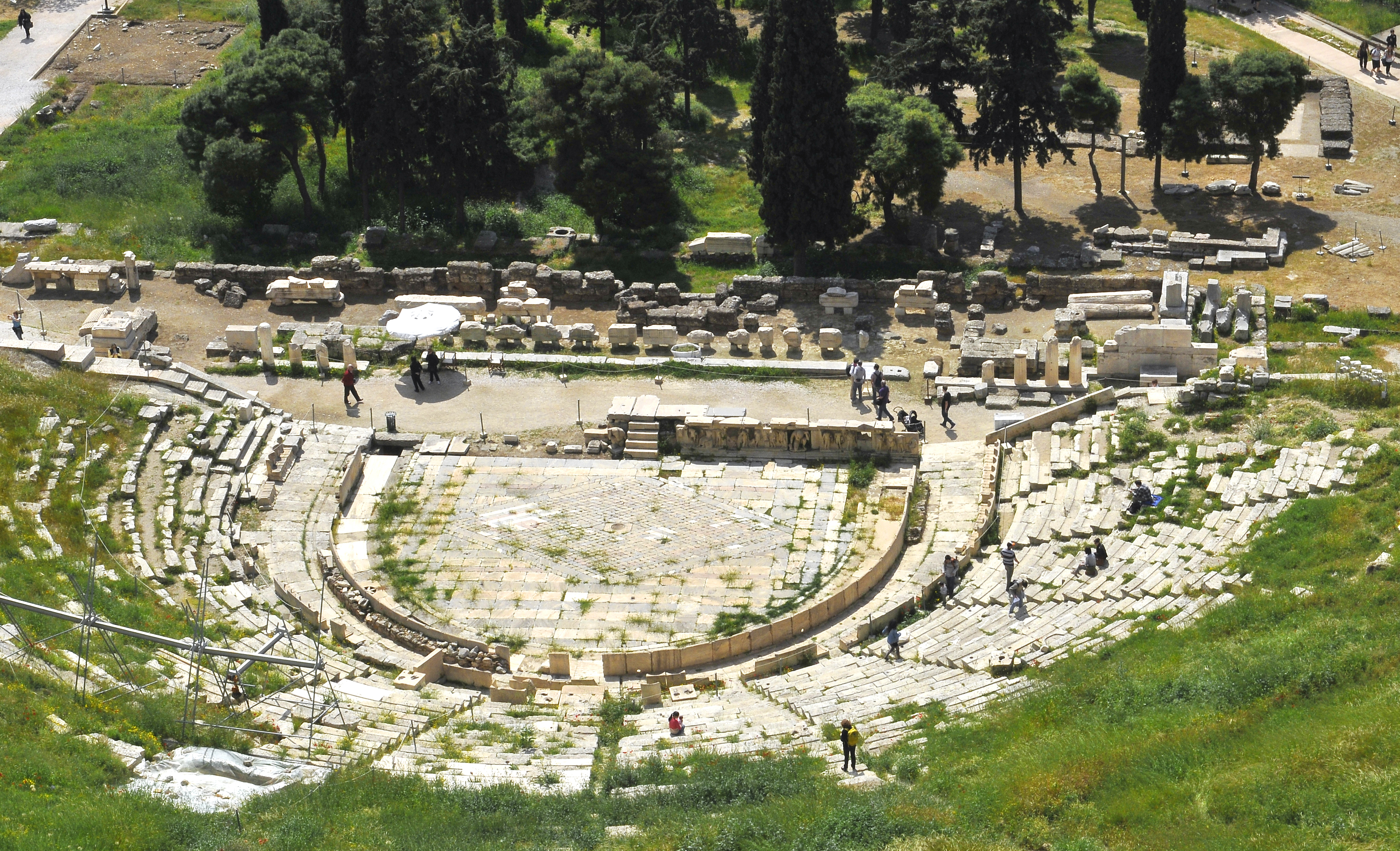
Teatr Dionizosa w Atenach

Widowiska te musiały być łatwo dostępne dla ludności; pierwsze sztuki wystawiano więc na wytyczonym u stóp wzgórza placu zwanym orchestra, a na jego środku ustawiano ołtarz (thymele). Początkowo orchestra miała kształt zbliżony do prostokąta, koła albo elipsy, ostatecznie przyjął się kształt koła. Na placu (orchestrze) występował chór i odbywały się popisy taneczne. Widzowie zasiadali na zboczu góry, początkowo bezpośrednio na ziemi, później na kamiennych ławkach. Tak powstała widownia w kształcie dużego (większego od półkola) wycinka koła, czyli theatron.
Wraz ze wzrostem liczby aktorów występujących na scenie i wzbogacaniem akcji przedstawień, niezbędne stało się pomieszczenie, w którym aktorzy mogli zmieniać stroje. Problem rozwiązano poprzez wybudowanie około roku 465 p.n.e. przy orchestrze, naprzeciw theatronu, budynku zwanego skene – inicjatorem tego przedsięwzięcia był Ajschylos. Skene szybko zaczęła służyć nie tylko jako garderoba, ale też jako tło do rozgrywanych przedstawień. W ścianie budynku umieszczono troje drzwi, przez które wychodzili aktorzy. Środkowe, najważniejsze służyły głównym postaciom (np. królowi), a boczne innym bohaterom dramatu. Z czasem przybyło bohaterów akcji, aktorzy przenieśli się z orchestry na proskenion. W okresie klasycznym, około 425 p.n.e., rozpoczęto budowę teatru kamiennego, w miejscu istniejącego od czasów Pizystrata teatru z drewna. Budowa przebiegała etapami, a ukończono ją około 338 p.n.e. (lub 326 p.n.e.). Nowy teatr mógł pomieścić około 17 000 widzów (praktycznie aż do 30 000). Theatron o szerokości 100 m i wysokości 90 m oparto o stok skały, na którym zbudowano z 78 stopni, wysokich na 33 cm każdy, podzielonych na trzy części dwoma szerokimi przejściami (diazomata) biegnącymi po łuku. Najniższa część obejmowała 17 rzędów stopni, środkowa i najwyższa po 32 stopnie. Poruszanie się ułatwiało 7 przejść ze stopniami biegnącymi promieniście (kerkides). Na środku pierwszego rzędu umieszczono wykuty w kamieniu tron dla kapłana Dionizosa. Skene (o wymiarach 46,5 x 6,5 m) przybrała formę budowli o prostokątnej elewacji z dwoma wąskimi, wysuniętymi skrzydłami (paraskenionami) obejmującymi proskenion. Pomiędzy nimi a theatronem powstały przejścia zwane parodosami. Z przejść tych korzystał chór. Na ścianie skene, pomiędzy drzwiami umieszczano obrazy, tzw. pinakes, które służyły jako dekoracja. Orchesta miała średnicę 24 m. Na zewnątrz teatru wybudowano portyk, który służył widzom jako schronienie przed słońcem lub deszczem. 
Teatr Dionizosa stał się wzorem dla innych teatrów budowanych w Grecji w okresie klasycznym. Najlepiej zachowanym teatrem greckim jest zbudowany około 330 p.n.e. teatr w Epidauros. Teatr zaprojektował Poliklet Młodszy. Widownia, rozmieszczona w 52 rzędach, mogła pomieścić około 14 000 widzów.

## Okres hellenistyczny

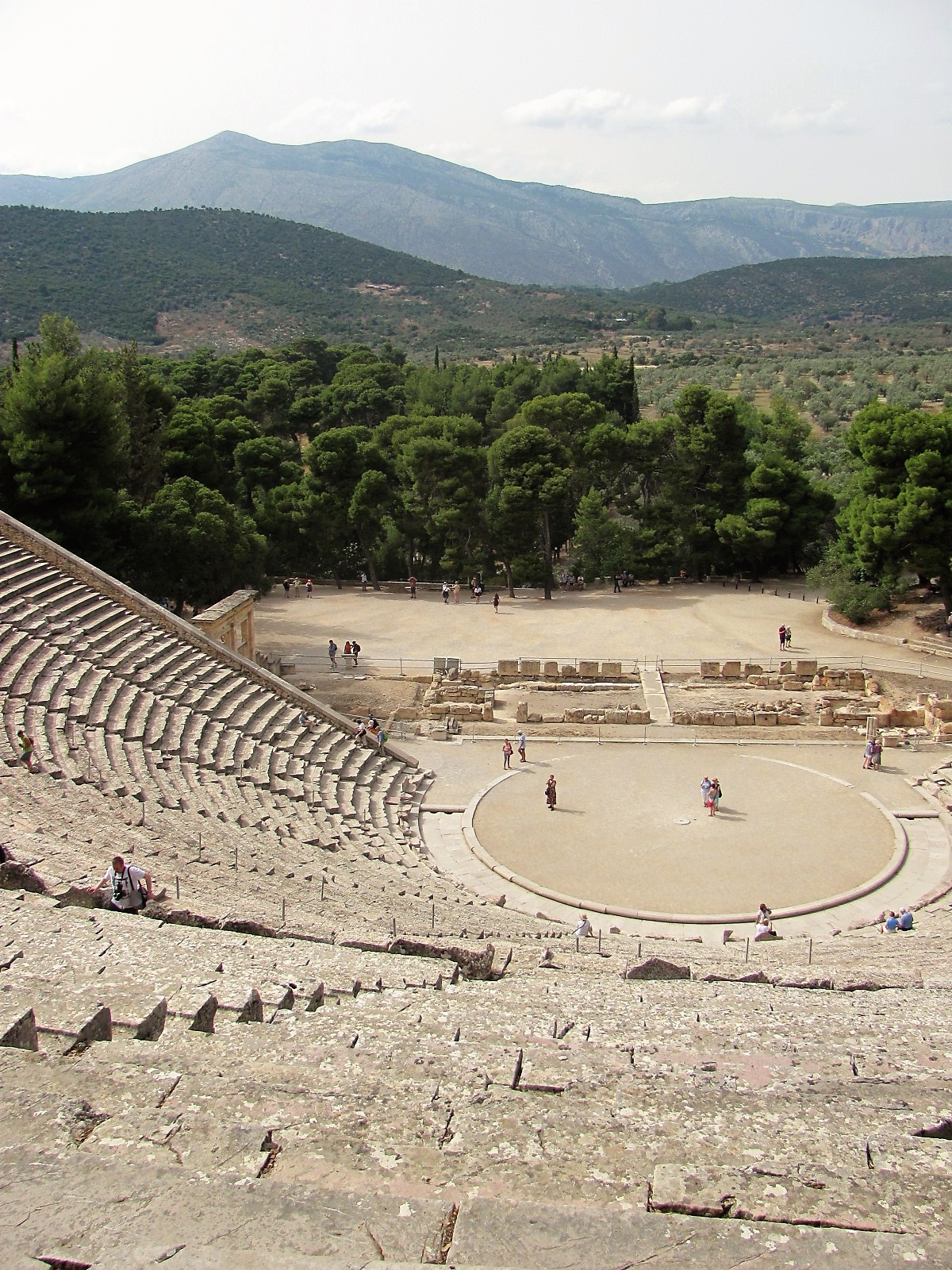
Teatr w Epidauros

W okresie hellenistycznym zachowano podstawowe elementy teatru greckiego, zmieniono jednak jego proporcje. Pogłębiono i podniesiono proskenion – cofnięto paraskeniony a sam proskenion oparto na słupach, otrzymując pod proskenionem przestrzeń zwaną hyposkenionem. Z hyposkenionu wychodzili aktorzy grający duchy lub bogów podziemia, schodami przechodzili na proskenion, gdzie mogli wygłaszać swoje kwestie. Wzbogaceniu uległy także dekoracje. Wprowadzono periakty – graniastosłupy trójkątne, na ścianach których były wymalowane różne obrazy. Obrót graniastosłupa umożliwiał szybką zmianę tła.
Budowle hellenistyczne można wciąż oglądać w miejscach takich jak w Epidauros, Eretria, Oropos, Delos, Priene. Wszystkie zaopatrzone są w kolistą lub eliptyczna orchestrę i otaczającą ją wokół widownię. Skene jest prostokątna, otoczona kolumnadą,  z wydzielonymi pomieszczeniami o różnej funkcji. Aktorzy grali na drewnianym podwyższeniu, sięgającym wysokością do poziomu episkenionu (około 9 stóp), na scenie o wymiarach około 8 na 10 stóp.

## Teatry grecko-rzymskie

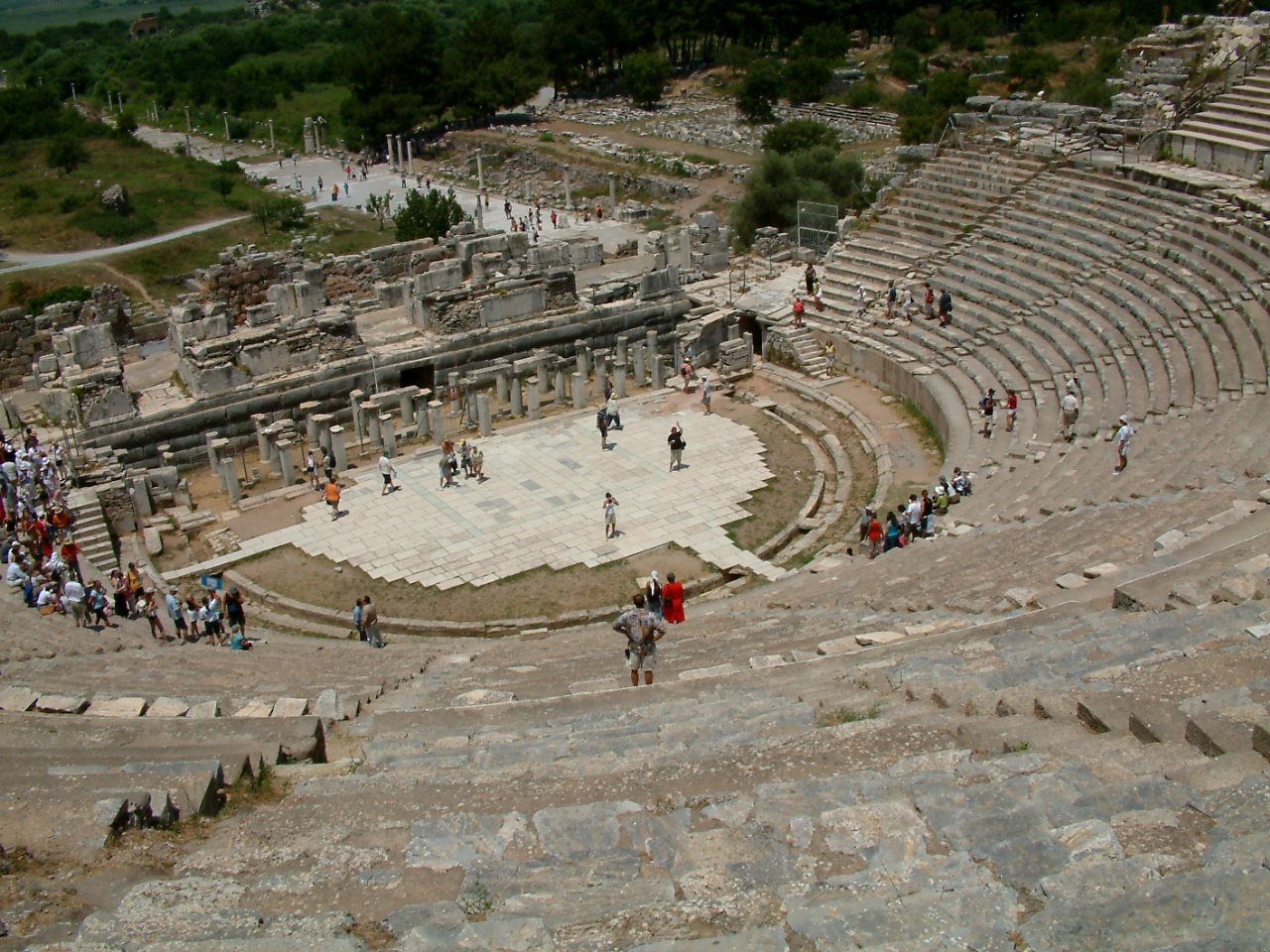
Teatr w Efezie, budowany od II w. p.n.e. do II w. n.e

Do tej kategorii można zaliczyć teatry w Termessos, Sagalassos, Patarze, Tralles czy Efezie. Zachowały one klasyczny kształt widowni, budynki sceniczne zostały wysunięte na orchestrę, tak że utraciła ona kształt regularnego kręgu. Ponieważ wystawiano w tym okresie zazwyczaj komedie, mówiące o życiu codziennym, zrezygnowano z kolumnady, scena umieszczona była niżej niż w stylu helleńskim, za to wysunięcie jej naprzód na obszar orchestry pozwoliło na powiększenie przestrzeni dla aktorów. Fasady skene charakteryzuje duża różnorodność, zarówno funkcjonalnych wejść do budynku, jak i dekoracji. 